# Malformation artérioveineuse cérébrale
 Mise en garde médicale
Une malformation artérioveineuse cérébrale (MAVc), ORPHA:46724, est une anomalie localisée au niveau du cerveau et consistant en la persistance d’une connexion entre artère et veine sans interposition du lit capillaire.
Cette anomalie a classiquement été considérée d'origine congénitale, se développant entre les quatrième et huitième semaines de la vie intra-utérine de l’embryon. Il existe néanmoins des cas de MAVc acquises rapportés dans la littérature,.

## Épidémiologie
Selon diverses sources, :
- Incidence : La fréquence des MAVc est estimée à 14 cas sur 10 000. Cette estimation varie suivant qu'il s'agit d'études autopsiques ou si on ne comptabilise que les accidents, oubliant que la plupart des malformations n'occasionnent aucune gêne pendant longtemps. La prévalence serait de l'ordre d'un cas sur 100 000 par an[6].
- Chaque année en France, on découvre une MAVc chez 800 patients (soit 1,3 sur 100 000) dont 300 après avoir fait une hémorragie cérébrale[7].
- Un cas sur trois se révèle par une hémorragie intracérébrale.
- Le risque hémorragique des MAVc non rompues varie entre 1 et 34 % par an, celui-ci augmentant avec l'âge, la localisation profonde de la malformation, la préexistence d'un premier accident hémorragique[8]. Après une première rupture, ce risque augmente à 5 % par an en moyenne[9]. Un drainage veineux insuffisant de la malformation majore également le risque[10].
- Le taux de létalité de ce premier accident hémorragique varie de 6  à   13,6 % avec un taux de morbidité variant de 4 à 30 %
- Le risque de récidive hémorragique semble plus important dans la première année suivant l’accident initial, de l’ordre de 18 %.
- La taille des MAVc est variable dans le temps puisque l’on a observé des augmentations (surtout chez les sujets jeunes) ou des diminutions de taille, et même des disparitions spontanées.
- Les malformations artérioveineuses cérébrales (MAVc) sont diagnostiquées le plus souvent chez de jeunes adultes âgés de 30 à 40 ans.

## Manifestations
Les MAVc sont détectées lors de la recherche d'une cause à d'autres symptômes :
- hémorragie cérébrale. La gravité dépend du lieu de l'hémorragie et aboutit, dans un peu moins de la moitié des cas, à des séquelles fonctionnelles importantes[11].
- crise d'épilepsie
- céphalée chronique
- troubles / symptômes neurologiques[12]

## Diagnostic
On peut les détecter par IRM, scanner, mais l'outil le plus précis reste l'angiographie (le terme artériographie est utilisé dans les Centres de Référence, hôpital fondation Rothschild, hôpital Foch Paris).

## Traitement
Le traitement est celui des symptômes dans un premier temps : gestion de la douleur, des crises d'épilepsies.
Dans un deuxième temps, un traitement curatif de la malformation doit être discuté. Suivant les cas, on peut proposer une embolisation, une chirurgie ou une radiothérapie stéréotaxique (cette dernière donnant de moins bons résultats si la lésion est plus importante. on peut proposer dans ces cas une radiothérapie plus fractionnée. De plus l'oblitération de la malformation peut demander plusieurs années, même pour de petites lésions). Une combinaison de ces différents traitements peut être proposée. Dans les lésions à faible risque de complication, une simple surveillance peut être proposée.
Les patients et familles de patients peuvent trouver des informations et des services spécifiques à l'association Neuro MAV France créé en partenariat avec les hôpitaux Rothschild et Foch de Paris (Centres de Référence).